# Carrascal de Barregas (kommunhuvudort)
Carrascal de Barregas är en kommunhuvudort i Spanien. Den ligger i provinsen Provincia de Salamanca och regionen Kastilien och Leon, i den centrala delen av landet, 180 km väster om huvudstaden Madrid. Carrascal de Barregas ligger 795 meter över havet och antalet invånare är 567.
Terrängen runt Carrascal de Barregas är platt. Runt Carrascal de Barregas är det mycket tätbefolkat, med 1 095 invånare per kvadratkilometer. Närmaste större samhälle är Salamanca, 8,3 km öster om Carrascal de Barregas. Trakten runt Carrascal de Barregas består till största delen av jordbruksmark.